# Ардженьо
Ардженьо (італ. Argegno) — муніципалітет в Італії, у регіоні Ломбардія, провінція Комо.
Ардженьо розташоване на відстані близько 530 км на північний захід від Рима, 55 км на північ від Мілана, 15 км на північ від Комо.
Населення — 688 осіб (2014).
Щорічний фестиваль відбувається першої неділі після Дня Святої Трійці. Покровитель — S.S. Trinita.

## Демографія
Населення за роками:

Станом на 1 січня 2023 року в муніципалітеті офіційно проживало 114 іноземців з 28 країн, серед них 22 громадяни країн Євросоюзу та 5 громадян України.

## Сусідні муніципалітети
- Брієнно
- Колонно
- Діццаско
- Леццено
- Нессо
- Пігра
- Скіньяно